# Годув (Сілезьке воєводство)
Годув (пол. Godów, нім. Godow) — село в Польщі, у гміні Годув Водзіславського повіту Сілезького воєводства.
Населення — 1937 осіб (2011).
У 1975—1998 роках село належало до Катовицького воєводства.

## Демографія
Демографічна структура станом на 31 березня 2011 року:
|          | Загалом | Допрацездатний вік | Працездатний вік | Постпрацездатний вік |
| -------- | ------- | ------------------ | ---------------- | -------------------- |
| Чоловіки | 953     | 188                | 652              | 113                  |
| Жінки    | 984     | 190                | 582              | 212                  |
| Разом    | 1937    | 378                | 1234             | 325                  |

## Персоналії
- Францішек  Печка (1928—2022) — польський актор театру та кіно.